# Kostel svatého Floriána (Střítež)
Kostel svatého Floriána je kostel ve Stříteži zasvěcený svatému Floriánovi.
Stojí u zdi hřbitova na částečně zalesněném návrší východně nad obcí. Pozdně barokní stavba byla vybudována roku 1848 na místě ruin původního filiálního kostela, který zde stával již v polovině 18. století. Ten však v noci z 30. dubna na 1. května 1808 vyhořel, zůstaly pouze obvodové zdi. Centrální plochostropou stavbu kryje osmiboká báň s lucernou. Střecha je oplechovaná, venkovní zdi pokrývá brizolitová šedá omítka. Na hlavním oltáři se nachází barokní socha sv. Floriána z poloviny 18. století, ostatní pseudoslohový mobiliář pochází z 19. století. Do roku 1897 svatostánek sloužil jako filiální, farnost spadala pod Ždírec. Kulturní památkou se stal 3. května 1958.